# Annick Percheron
Pour les articles homonymes, voir Percheron.
Annick Percheron, née le 14 juin 1937 à Hennebont, dans le Morbihan, morte le 15 mars 1992, est une sociologue française, qui a étudié l'univers politique des enfants et qui s'est intéressée à leur socialisation politique.

## Biographie

### Jeunesse et études
Annick Percheron naît le 14 juin 1937 à Hennebont. Elle suit des études de lettres classiques et devient enseignante de lycée en langues anciennes dans un lycée parisien de jeunes filles en 1961, poste qu'elle conserve jusqu'en 1966.  
Lors d'un séjour à l'université de Chicago, elle découvre une approche expérimentale des sciences sociales appliquée à l'étude des attitudes politiques des adolescents. 
Elle décide alors de changer de voie académique. Elle suit un troisième cycle à l'Institut d'études politiques de Paris en 1965-1967. Elle devient docteur en science politique (1973), puis docteur d'État en science politique (1984). Sa thèse est dirigée par René Rémond.

### Parcours professionnel
Elle est recrutée au Centre de recherches politiques de Sciences Po (Cevipof) comme assistante de recherche en 1967. En 1968, elle intègre le Centre national de la recherche scientifique en tant qu'attachée de recherche. Impliquée dans la vie académique de l'IEP, elle devient directrice de l'OIP de Sciences Po (1985-1991), ainsi que du Cevipof (1987-1991).
Elle est directrice adjointe des Sciences de l'homme et de la société, de 1983 à 1988. 
Annick Percheron meurt le 15 mars 1992, des suites d'une longue maladie.